# Crazy Race
Crazy Race ist eine deutsche Komödie aus dem Jahr 2003. Alternativtitel sind Crazy Race – Der Zorn des Zaren und Crazy Race – Das verrückteste Rennen der Welt.
Die Erstausstrahlung fand am 23. März 2003 auf RTL mit einer Gesamtzuschaueranzahl von 6,23 Millionen statt.

## Inhalt
Marc Weller war früher einmal Autorennfahrer und verdient jetzt seinen Lebensunterhalt damit, dass er Autohändlern die von den Käufern nicht bezahlten Luxusautos wieder zurückbringt. Doch diesmal hat Marc das Pech, den Ferrari eines finanzschwachen Käufers mit dem Wagen des Gangsters Tsintatse zu verwechseln und dessen Auto bei einer Verfolgungsjagd zu Schrott zu fahren. Tsintatse stellt Marc vor die Wahl: Entweder er gewinnt bei einem illegalen Autorennen, das quer durch Deutschland führt, um mit dem Preisgeld für den Sieg den Ferrari zu ersetzen, oder es drohen ihm gesundheitsgefährdende Konsequenzen. Unverhofft steht Marc dann noch seine achtjährige Tochter Tina für ihren Wochenendbesuch vor der Tür, die er widerwillig zum Rennen mitnehmen muss. Seine Lage verbessert sich nicht, nachdem die junge Polizistin Andrea ihn für eine Kontrolle anhält und er sie kurzerhand entführen muss, um nicht ins Gefängnis gehen zu müssen.
Der Veranstalter Berger nimmt ebenfalls am Rennen teil, um das Geld im Hause zu halten, und zwar mit einem Wagen, der mit einem KI-Computer ausgestattet ist; allerdings verselbständigt sich dessen Programmierung nach und nach, und der Computer beginnt, sich in seinen Besitzer zu verlieben. Auch die geldlose Susi nimmt mit ihren zwei Kindern und einem Leichenwagen teil, in dem sich der Sarg ihres verstorbenen Mannes befindet, der ursprünglich am Rennen teilnehmen wollte. Ferner finden sich noch Tsintatses idiotische Handlanger namens Jesus und Andi ein, die eigentlich Marc überwachen sollen,  bald aber eine fatale Neigung fürs Benzinschlürfen entwickeln; der homosexuelle Boris, der mit seiner Quasselei seinen ständig wechselnden Mitfahrern kräftig auf die Nerven geht; und der herrische Polizeichef von Moltke, der mit illegalen Rennfahrern ein ganz persönliches Hühnchen zu rupfen hat.

## Wissenswertes
- 6,23 Millionen Bürger in der Bundesrepublik haben den ersten Teil der Reihe gesehen. Die Fortsetzung erreichte noch höhere Einschaltquoten.
- Der Untertitel des Filmes bei der Premiere lautete Das verrückteste Rennen der Welt. Dieser Titel wurde auch auf der DVD verwendet. Bei der Zweitausstrahlung auf RTL lautete der Titel des Filmes jedoch Der Zorn des Zaren.
- Katy Karrenbauer, Dirk Bach, Ottfried Fischer und Mundstuhl sind die einzigen Darsteller, die in bislang jedem Teil der Crazy Race-Reihe aufgetreten sind, wenngleich in jeweils anderen Rollen.

## Fortsetzungen
Aufgrund des großen Erfolges von Crazy Race wurden mittlerweile drei Fortsetzungen gedreht: Crazy Race 2 – Warum die Mauer wirklich fiel wurde am 21. November 2004 ausgestrahlt, Crazy Race 3 – Sie knacken jedes Schloss am 5. Januar 2007 und African Race – Die verrückte Jagd nach dem Marakunda am 1. Januar 2008, jeweils auf dem Privatsender RTL.
Am 9. Mai 2010 sendete RTL den Film C.I.S. – Chaoten im Sondereinsatz, der auf ähnliche Weise mit Gastauftritten umging.

## Kritiken
„Mit deutschen Comedy-Stars besetzte anspruchslose Chaos-Komödie, die die sattsam vertrauten Rezepturen des Genres mit schrillen Typen und viel Klamauk feil bietet.“